# Robert Cox
Pour les articles homonymes, voir Cox.
Robert Cox, né le 18 septembre 1926 et mort le 9 octobre 2018, a été professeur de science politique à l'Université York à Toronto. Précédemment, il a été directeur général puis chef de la division programmes et plans de l'Organisation internationale du travail à Genève. Après son départ de l'OIT  il a enseigné à l'université Columbia. Spécialiste des Relations internationales,  il est souvent vu comme un des leaders de la nouvelle économie politique internationale et a influencé l'émergence des Critical Security Studies.

## Biographie
Cox a obtenu en 1946 un master d'histoire à l'université  McGill à Montréal, puis a travaillé durant vingt cinq ans à l'Organisation internationale du travail. 
Durant sa période académique, Cox a fait montre d'une forte indépendance et d'une volonté de s'opposer à l'orthodoxie. Si, durant son passage à université Columbia, il s'est montré relativement conventionnel, s'occupant surtout des organisations internationales, il a adopté par la suite une attitude plus radicale. Durant sa tenure à l'Université York, il a adopté une perspective plus historique à laquelle l'avaient préparé ses études à McGill, et il s'est attaché à comprendre les « structures qui sous-tendent le monde ».  
Cox, dans son œuvre, insiste sur le fait qu'il y a peu de vérités universelles et que les idées sont enracinées dans les particularités d'une époque et d'un lieu donné. Son approche académique des relations internationales fait appel à l'analyse historique. Son champ de recherche est centré sur l'émergence d'un nouvel ordre transnational, sur le rôle des acteurs transnationaux, sur la pensée d'Antonio Gramsci et sur les processus des changements sociaux et économiques liés à la mondialisation.
Cox insiste sur le fait que « la théorie est toujours pour quelqu'un et dans un but déterminé » (Theory is always for someone and for some purpose").

## Œuvre
- The Anatomy of Influence : Decision Making in International Organization (1973), avec Harold K. Jacobson
- Production, Power and World Order(1987)
- Approaches to World Order (codirection, 1996)
- The Political Economy of a Plural World: Critical Reflections on Power, Morals, and Civilization (codirection, 2002)